# Hwang Kwang-hee
Hwang Kwang-hee (em coreano: 황광희; Hanja: 黃光熙; nascido em 25 de agosto de 1988), mais conhecido como Kwanghee, é um cantor e ator sul-coreano. É membro da boy band ZE:A, sob o selo da Star Empire Entertainment. Eles debutaram no dia 7 de janeiro de 2010 com o single Mazeltov. Hwang também é conhecido por ser uma estrela popular nos shows de variedades.
Em 28 de maio, Hwang participou do "2011 Environment Day", um evento em Seul, onde ele participou de um "jogo de camadas de roupas" e chocou a todos, colocando 252 camadas de t-shirts, o que lhe valeu o Guinness World Records para a maior quantidade de camisetas gastas. Ele participou do We Got Married com Sunhwa do Secret, e seu casamento falso com Sunhwa terminou depois de 8 meses. O último episódio foi filmado em 10 de abril de 2013.

## Filmografia

### Dramas
| Ano  | Título                          | Papel              | Notas                                     |
| ---- | ------------------------------- | ------------------ | ----------------------------------------- |
| 2010 | Prosecutor Princess             | Menino em um clube | Participação com ZE:A no ep.2             |
| 2010 | Gloria                          | Estagiário         | Participação com ZE:A nos ep.11,14        |
| 2011 | Vampire Idol                    | Kwang-Hee          | Recorrente                                |
| 2012 | Salamander Guru and The Shadows | Job seeker         | Participação especial; Episódio: 3        |
| 2012 | My Husband Got a Family         | Ele mesmo          | Participação com ZE:A no ep.39            |
| 2012 | Standby                         | Ha Kwang-Hee       | Participação especial; Episódios: 76 e 77 |
| 2012 | To the Beautiful You            | Song Jong-Min      | Recorrente                                |

### Shows de variedades
| Ano  | Título            | Notas           |
| ---- | ----------------- | --------------- |
| 2012 | Law of the Jungle | Episódios: 1-27 |
| 2013 | We Got Married    | Episódios: 1-34 |

## Prêmios
| Ano  | Pêmio                         | Categoria                       | Trabalho nomeado                                  |
| ---- | ----------------------------- | ------------------------------- | ------------------------------------------------- |
| 2012 | 12th MBC Entertainment Awards | Best Newcomer in a Show/Variety | We Got Married and Golden Fishery - Kneedrop Guru |